# 薩摩川内市立水引中学校
薩摩川内市立水引中学校（さつませんだいしりつ みずひきちゅうがっこう）は、鹿児島県薩摩川内市水引町にある市立中学校。

## 概要
薩摩川内市の西部にあり、水引中学校周辺は水田が広がっている。また、肥薩おれんじ鉄道草道駅や国道3号が付近を通っている。小学校校区は薩摩川内市立水引小学校及び薩摩川内市立湯田小学校の全域に当たる。
全校生徒数は2013年5月1日現在で72人である。

## 歴史
- 1947年（昭和22年）5月2日 - 水引村立水引中学校として設置される[3]。
- 1951年（昭和26年）4月1日 - 水引村が川内市に編入されたのに伴い、川内市立水引中学校に改称[3]。
- 2004年（平成16年）に川内市が新設合併し薩摩川内市となったのに伴い、薩摩川内市立水引中学校に改称した。
- 2012年（平成24年）4月1日 - 薩摩川内市立高城西中学校を統合[4]。また、それまでの薩摩川内市立高江中学校の通学区域のうち寄田町、久見崎町が水引中学校の通学区域となる。

## 通学区域
水引中学校の通学区域は以下の大字の区域が指定されている。
- 水引町の全域
- 湯島町の全域
- 網津町の全域
- 港町の全域
- 小倉町のうち字小倉を除く全域
- 寄田町の全域
- 久見崎町の全域
- 湯田町の全域
- 西方町の全域

## 周辺
- 肥薩おれんじ鉄道草道駅
- 国道3号
- 水引郵便局
- 薩摩川内市立水引小学校